# Bosznia-hercegovinai Szerb Köztársaság
A Bosznia-hercegovinai Szerb Köztársaság (szerbül Република Српска / Republika Srpska, bosnyák nyelven és horvátul Republika Srpska) egyike a két, Bosznia-Hercegovinát alkotó ún. entitásnak (a másik a Bosznia-hercegovinai Föderáció). A Szerb Köztársaság fővárosa Bosznia-Hercegovina alkotmánya szerint Szarajevó, a de facto főváros azonban Banja Luka (a kormányhivatalok többsége és a parlament is itt működik).

## Története
Az 1990-es évek elején Szlovénia és Horvátország kilépése miatt a maradék Jugoszláviában szerb túlsúly jött létre. Bosznia-Hercegovina jugoszláv tagköztársaság etnikailag erősen megosztott volt. A szerbek Jugoszlávián belül akartak maradni, a bosnyákok és a horvátok pedig el akartak szakadni illetve Horvátországhoz akartak csatlakozni. 1992. január 9-én a boszniai Szerb Gyűlés egyoldalúan kikiáltotta a boszniai Szerb Köztársaságot, február 28-án elfogadta az új állam alkotmányát, amely kimondta a Jugoszláviához való tartozást. A bosnyákok és a horvátok ezután egy népszavazáson az önállósulás mellett döntöttek. Erre a szerb milíciák a Jugoszláv Néphadsereg (JNA) támogatásával háborút indítottak a nem szerbek lakta országrész ellen. 
A Szerb Köztársaságot a boszniai háború alatt (1992–1995) nemzetközileg nem ismerték el. Miután 1994-től kezdve a sorozatos katonai vereségek nyomán egyre jobban lecsökkent az államalakulat területe, az ország vezetői békekötésre kényszerültek.
1995-ben a délszláv háborúkat lezáró daytoni békeszerződés értelmében a gyakorlatilag több részre szakadt Bosznia-Hercegovinát újraegyesítették, de a területén kikiáltott Szerb Köztársaság és a bosnyák-horvát béketárgyalások folyamán felállt Bosznia-hercegovinai Föderáció jogalanyiságát is elismerték. Bosznia-Hercegovinát két „entitásra” osztották fel, melyek önálló parlamenttel rendelkeznek. A dualista állam egységét a ENSZ Boszniai Főmegbízott Hivatala (Office of the High Representative, OHR) biztosítja, amely az ENSZ nevében kormányozza egész Boszniát. A főmegbízott megsemmisítheti a parlamentek határozatait.
A Szerb Köztársaság legfőbb támogatója Szerbia.

## Közigazgatás
A Szerb Köztársaság 7 régióra oszlik:
| A Boszniai Szerb Köztársaság régiói | 1. Banja Luka-i régió, székhelye Banja Luka 2. Doboji régió, székhelye Doboj 3. Bijeljinai régió, székhelye Bijeljina 4. Vlasenicai régió, székhelye Zvornik 5. Szarajevó-Romanija régió, székhelye Sokolac 6. Fočai régió, székhelye Foča 7. Trebinjei régió, székhelye Trebinje |

## Képek

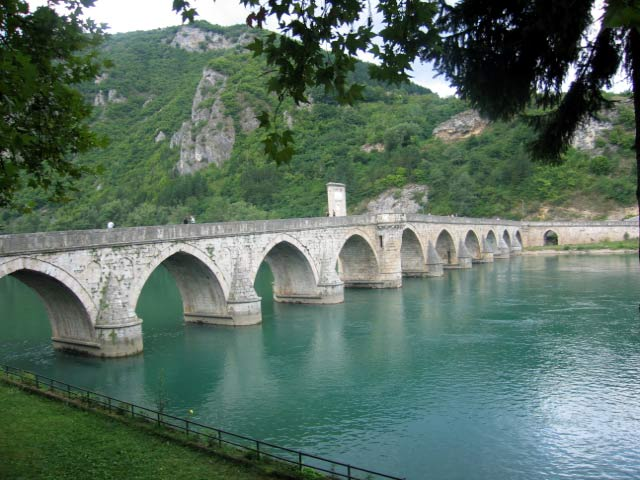
Híd a Drinán Višegradnál
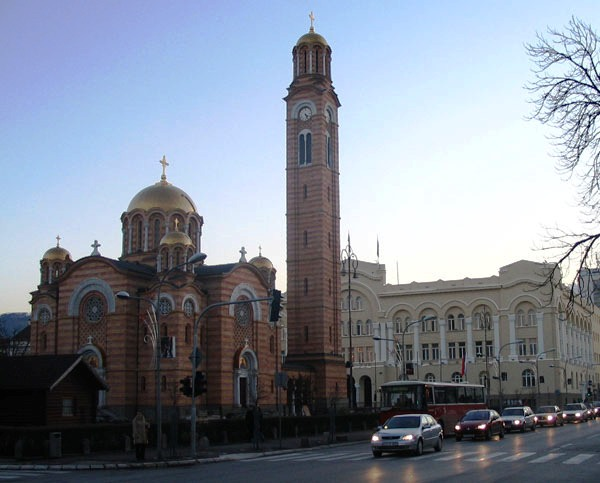
Banja Luka
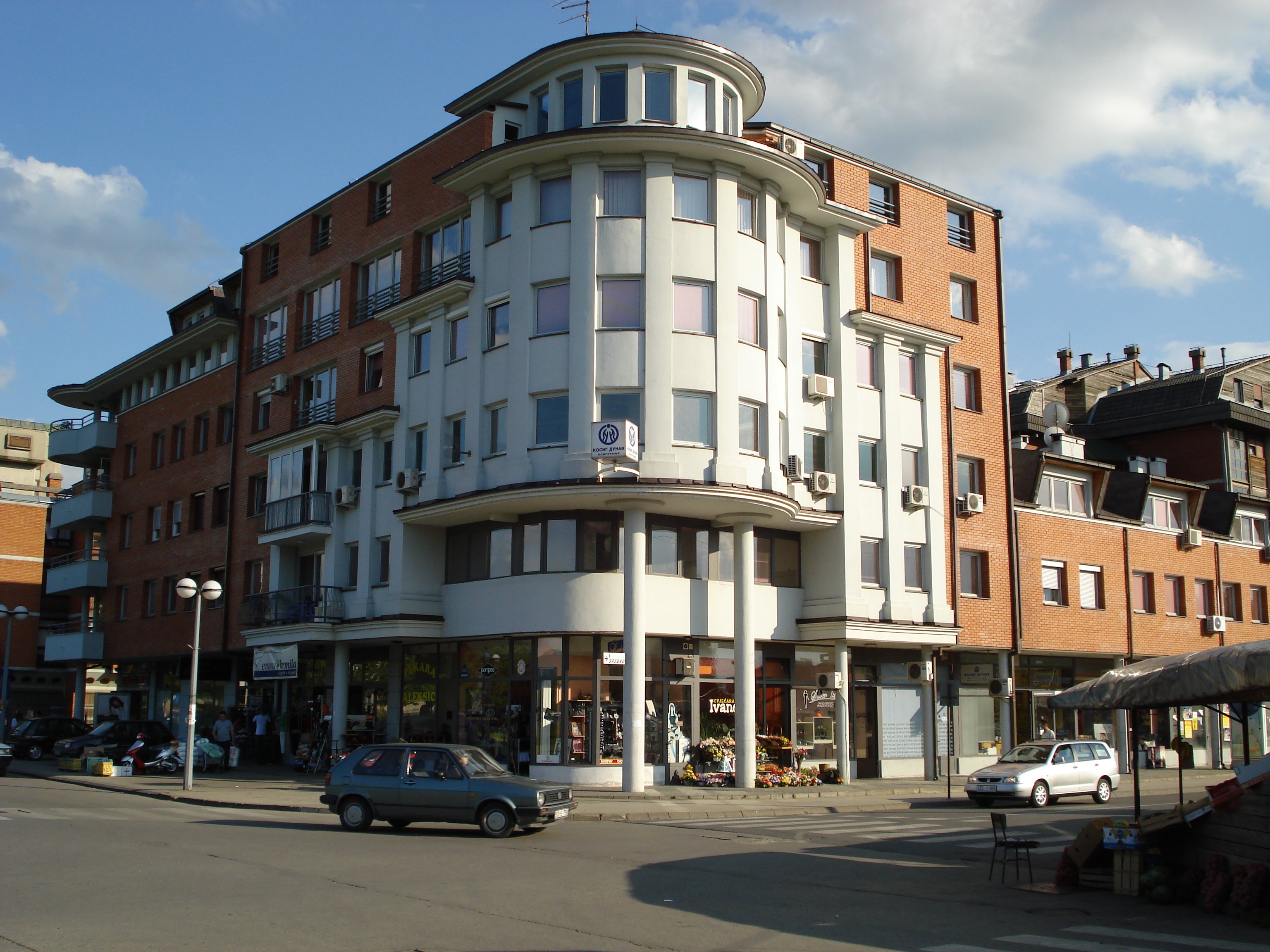
Prijedor

## Lásd még
- Brčkói Körzet
- A boszniai Szerb Köztársaság elnökeinek listája